# Jantina (sous-marin, 1932)
Pour les articles homonymes, voir Jantina (sous-marin).
Le Jantina est un sous-marin de la classe Argonauta (sous-classe de la Serie 600, en service dans la Regia Marina lancé au début des années 1930 et ayant servi pendant la Seconde Guerre mondiale. Coulé en 1941 par les Britanniques, son épave est redécouverte en novembre 2021,.
Il joue un rôle mineur dans la guerre civile espagnole de 1936-1939 en soutenant les nationalistes espagnols.

## Caractéristiques
La classe Argonauta est dérivée des anciens sous-marins de la classe Squalo, qui déplacent 660 tonnes en surface et 813 tonnes en immersion. Les sous-marins mesurent 61,5 mètres de long, ont une largeur de 5,7 mètres et un tirant d'eau de 4,7 mètres. Ils ont une profondeur de plongée opérationnelle de 80 mètres. Leur équipage compte 44 officiers et hommes d'équipage.
Pour la navigation de surface, les sous-marins sont propulsés par deux moteurs Diesel Tosi de 615 chevaux (452 kW), chacun entraînant un arbre d'hélice. En immersion, chaque hélice est entraînée par un moteur électrique Marelli de 400 chevaux-vapeur (298 kW). Ils peuvent atteindre 14 nœuds (26 km/h) en surface et 8 nœuds (15 km/h) sous l'eau. En surface, la classe Argonauta a une autonomie de 3 180 milles marins (5 889 km) à 10,5 nœuds (19,4 km/h). En immersion, elle a une autonomie de 110 milles marins (203 km) à 3 nœuds (5,6 km/h).
Les sous-marins sont armés de six tubes lance-torpilles de 53,3 centimètres (21 pouces), quatre à l'avant et deux à l'arrière, pour lesquels ils transportent un total de 12 torpilles. Ils sont également armés d'un seul canon de pont 102/35 Model 1914 à l'avant de la tour de contrôle (kiosque) pour le combat en surface. Leur armement anti-aérien consiste en deux mitrailleuses Breda Model 1931 de 13,2 mm.

## Construction et mise en service
Le Jantina est construit par Odero-Terni-Orlando  (OTO) sur le chantier naval du Muggiano de La Spezia en Italie, et mis sur cale le 20 janvier 1930. Il est lancé le 16 mai 1932 et est achevé et mis en service le 1er mars 1933. Il est admis au service actif le même jour dans la Regia Marina.

## Historique
Le Jantina participe clandestinement à la guerre civile d'Espagne, à partir de décembre 1937, sans obtenir aucun résultat.
Au début de la Seconde Guerre mondiale, il est stationné à Rhodes — sous les ordres du capitaine de corvette Vincenzo Politi — au sein de la 52e escadrille du 5e groupe de sous-marins.
Sa première mission de guerre, du 10 au 20 juin 1940, consiste en une patrouille dans le canal de Caso (près de la Crète), d'où il revient le 21 juin sans signaler d'observation,.
Du 2 au 13 juillet, il est stationné entre Cerigo et Anticythère, écoutant aussi le bruit des hélices avec des hydrophones mais il ne réussit à apercevoir aucun navire.
La mission suivante, du 17 au 31 août, entre le cap Sidero et les Cyclades, est également infructueuse.
Du 5 septembre au 10 octobre, il fait l'objet de travaux d'entretien de routine.
Les 24 et 25 octobre, il est pris en embuscade entre Scio et Kaloyeri.
Le 3 décembre, il est envoyé dans les environs des Cyclades, mais le lendemain, il doit se rendre à Tarente pour réparer en raison d'une grave panne.
Du 20 décembre au 30 mai 1941, il reste au chantier naval pour des travaux. Il est ensuite déployé à Augusta.
Le 11 juin, il quitte la base sicilienne pour rejoindre les eaux près de Haïfa, mais après quatre jours, il doit se rendre à Leros en raison d'une panne de moteur.
Le 21 juin 1941, après les réparations, il est envoyé au large de l'Égypte. À 5 h 45 le 27 juin 1941, alors qu'il atteint son secteur d'opérations, il lance une torpille contre un destroyer britannique identifié comme appartenant à la classe H et une explosion est entendue. Le Jantina subit alors pendant deux jours de lourdes attaques de charges de profondeur et doit rentrer à Leros avec de graves dommages (parmi lesquels des voies d'eau ouvertes à bord),.
Il est décidé de le renvoyer en Italie afin d'y effectuer des réparations. Le 5 juillet 1941, à 18 h 45, alors qu'il navigue de Leros à Brindisi, il est repéré par le sous-marin HMS Torbay (N79) qui lance après lui six torpilles. Les sillages des torpilles sont aperçus, mais trop tard pour pouvoir contre-attaquer,. Touché par deux torpilles — l'une à la proue et l'autre au milieu du navire — le Jantina coule en moins d'une minute à la position géographique de 37° 21′ N, 25° 20′ E (au large de l'île de Mykonos). Les membres d'équipage qui étaient sous le pont ont coulé avec le sous-marin, et parmi ceux qui étaient sur le pont ou dans la tourelle, et qui ont été jetés à la mer par l'explosion, seuls six (l'enseigne Giadrossi et cinq sous-officiers et marins) ont réussi à se sauver, ayant pu nager jusqu'à Mykonos,,. Sont disparus en mer le commandant Politi, trois autres officiers et 38 sous-officiers et marins.
Au total, le Jantina a effectué sept missions offensives-exploratoires et quatre missions de transfert ou d'entraînement.